# Wieringerwaard

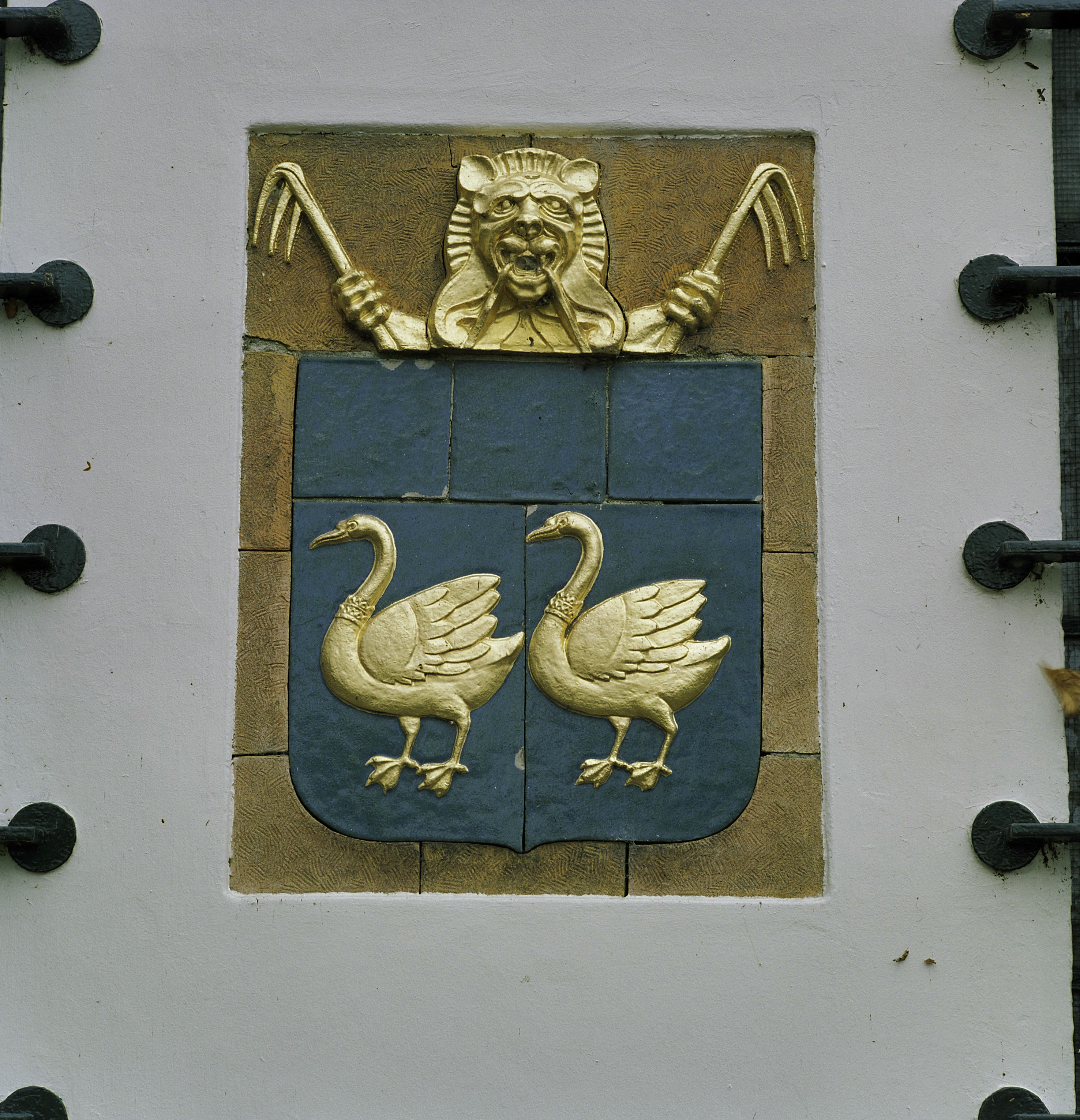
Lo stemma di Wieringerwaard

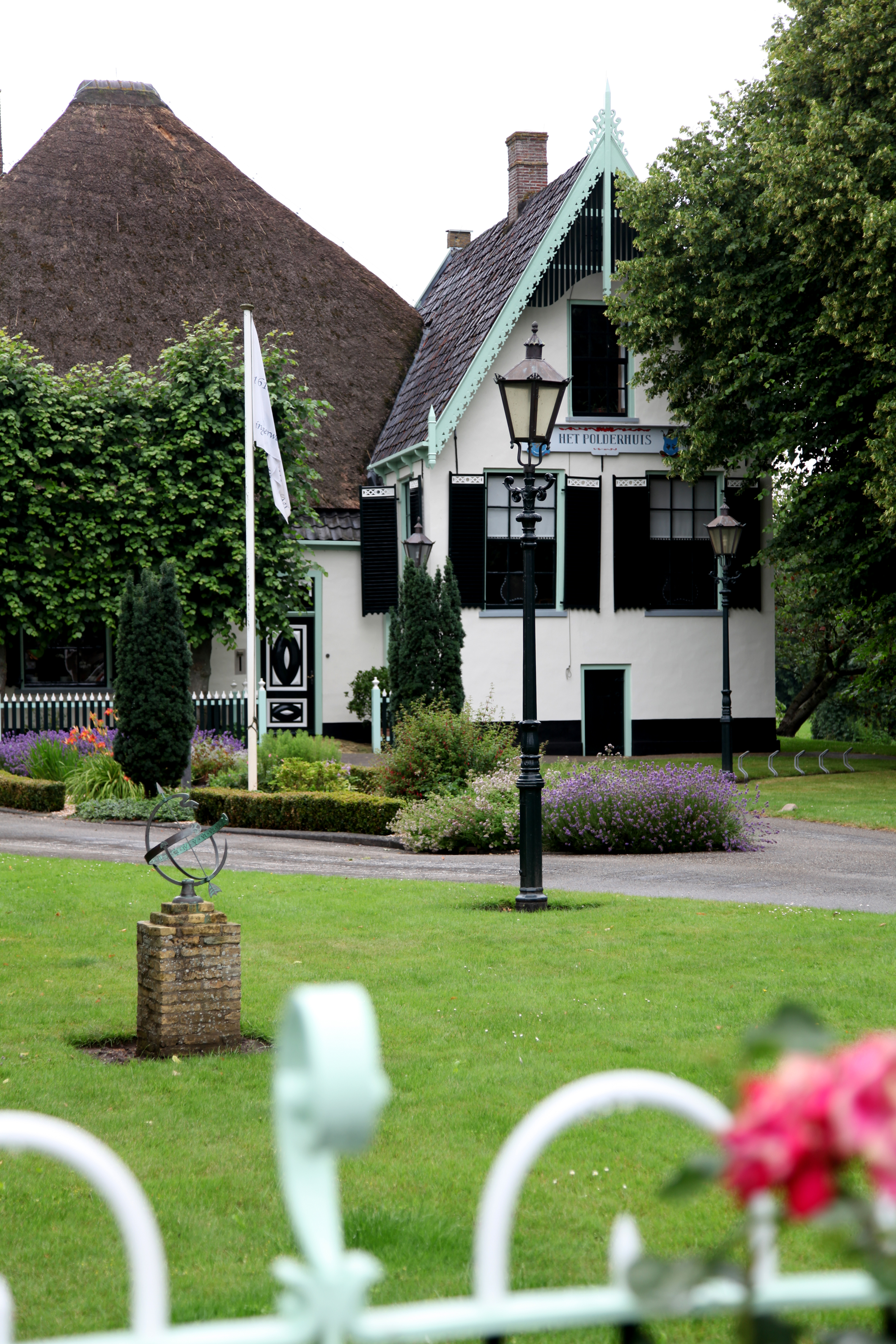
Wieringerwaard: la Polderhuis

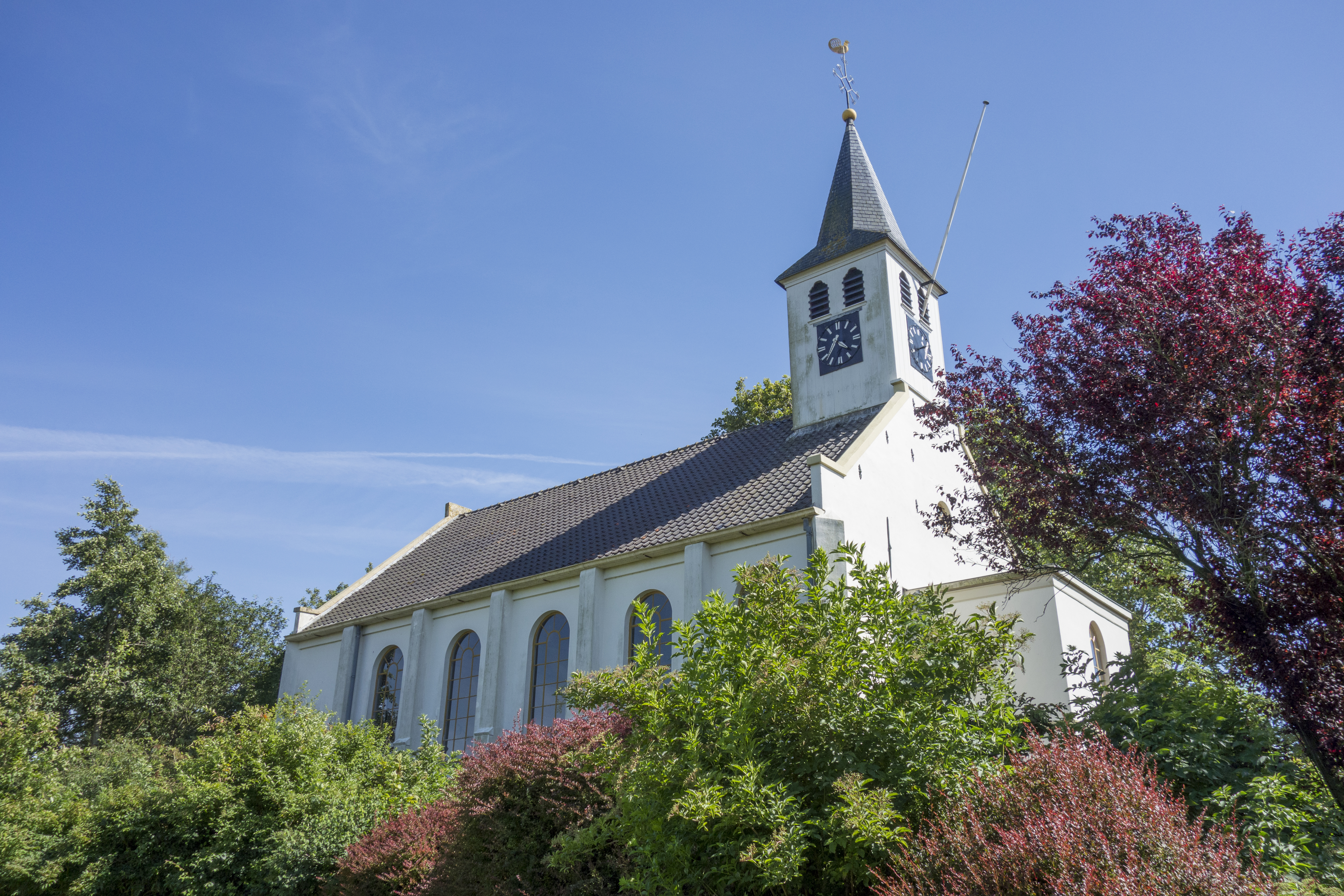
Wieringerwaard: la Hervormde Kerk o Witte Kerkje

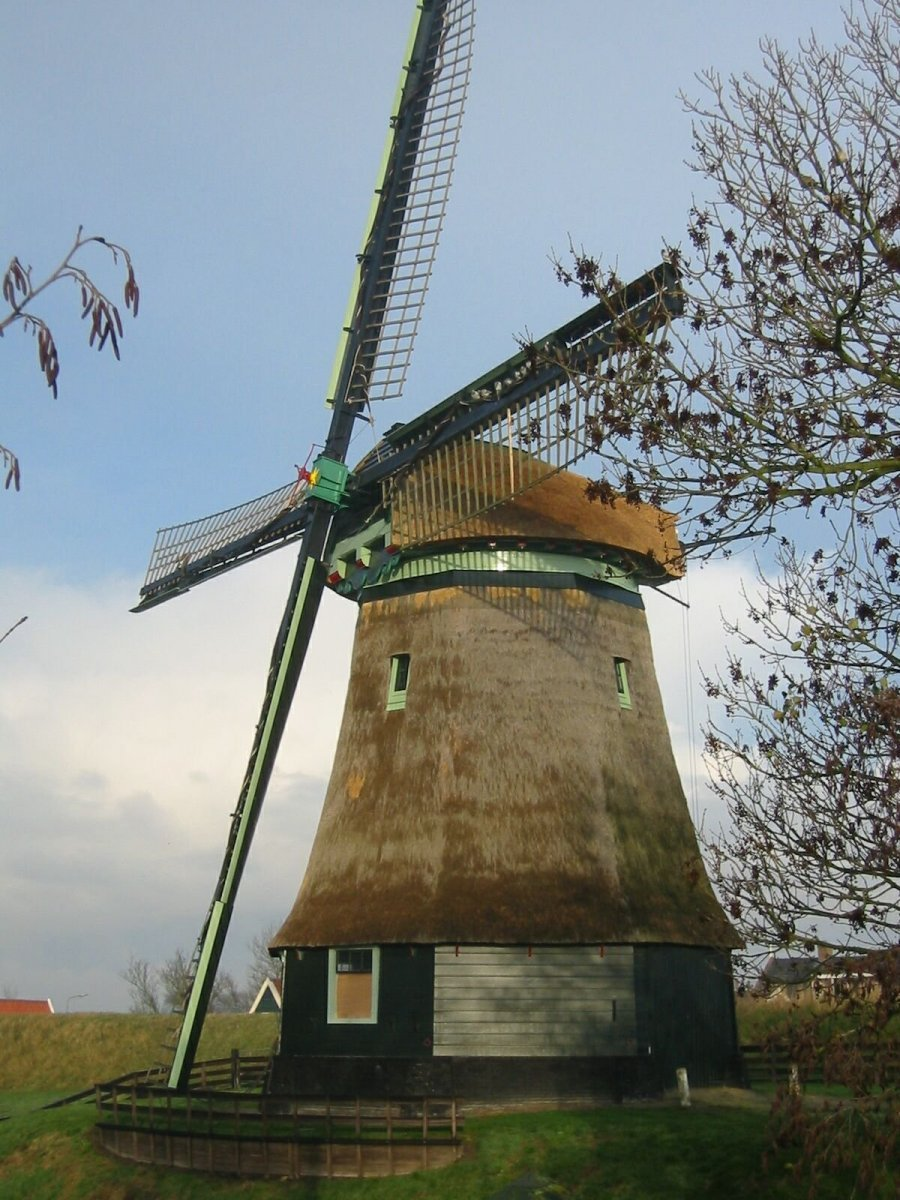
Wieringerwaard: il mulino "De Hoop"

Wieringerwaard è un villaggio (dorp) di circa 2200-2300 abitanti del nord-ovest dei Paesi Bassi, facente parte della provincia di Olanda Settentrionale (Noord-Holland) e situato nella regione di  Kop van Holland Dal punto di vista amministrativo, si tratta di un ex-comune, dal 1970 accorpato alla municipalità di Barsingerhorn e dal 1990 accorpato alla municipalità di Anna Paulowna, comune a sua volta assorbito nel 2012 nella nuova municipalità di Hollands Kroon.

## Geografia fisica

### Territorio
Wieringerwaard si trova a  pochi chilometri dalla costaq che si affaccia sul Mare del Nord, a sud-est di Den Helder e di Julianadorp ed è situato tra le località di Anna Paulowna e Schagen/Avendorp (rispettivamente a sud/sud-est della prima e a nord/nord-est delle seconde), ad ovest di Slootdorp e Wieringerwerf.
Il villaggio, situato nel polder omonimo, occupa una superficie di 24,13 km², di cui 0,29 km² sono costituiti da acqua.

## Origini del nome
Nel toponimo Wieringerwaard si trova il termine waard, che indica un terreno piatto ricco di corsi d'acqua.

## Storia

### Simboli
Nello stemma di Wieringerwaard sono raffigurati due cigni dorati con una collana al collo e lo stemma è "sorretto" da un leone dorata.

## Monumenti e luoghi d'interesse
Wieringerwaard vanta 11 edifici classificati come rijksmonument.

### Architetture religiose

#### Hervormde Kerk
Principale edificio religioso di Wieringerwaard è la Hervormde Kerk ("chiesa protestante"), situata lungo la Noordzijperweg: nota anche come Witte Kerkje ("chiesetta bianca"), fu realizzata nel 1865.
Fino al 1943, era l'unica chiesa esistente nel villaggio.

### Architetture civili

#### Polderhuis Wieringerwaard
Altro edificio d'interesse è la Polderhuis Wieringerwaard, situata lungo la Noordzijperweg e risalente al XVII secolo.

#### Mulino "De Hoop"
Altro edificio d'interesse è il mulino "De Hoop", un mulino a vento costruito nel 1742 e rimodellato nel 1872.

#### Watertoren
Altro edificio d'interesse è la Watertoren, un edificio in stille art déco progettato nel 1928 dagli architetti Van Nievelt e Mensert.

## Società

### Evoluzione demografica
Al censimento del 2020, Wieringerwaard contava una popolazione pari a 2 270 abitanti.
La popolazione al di sotto dei 16 anni era pari a 375 unità, mentre la popolazione dai 65 anni in su era pari a 395 unità.
Fino al 2018, la popolazione di Wieringerwaard superava le 2 300 unità e si tra il 2013 e il 2016 oscillava tra le 2350 e le 2 340 unità.

## Geografia antropica

### Suddivisioni amministrative
buurtschappen
- Kreil (in parte)
- Nieuwesluis
- Poolland (in parte)